# Bistum Carapeguá
Das Bistum Carapeguá (lateinisch Dioecesis Carapeguana, spanisch Diócesis de Carapeguá) ist eine in Paraguay gelegene römisch-katholische Diözese mit Sitz in Carapeguá.

## Geschichte
Das Bistum Carapeguá wurde am 5. Juni 1978 durch Papst Paul VI. aus Gebietsabtretungen des Bistums Villarrica errichtet und dem Erzbistum Asunción als Suffraganbistum unterstellt.

## Bischöfe von Carapeguá
- Ángel Nicolás Acha Duarte, 1978–1982
- Celso Yegros Estigarribia, 1983–2010
- Joaquín Hermes Robledo Romero, 2010–2015, dann Bischof von San Lorenzo
- Celestino Ocampo Gaona, seit 2018

## Weblinks

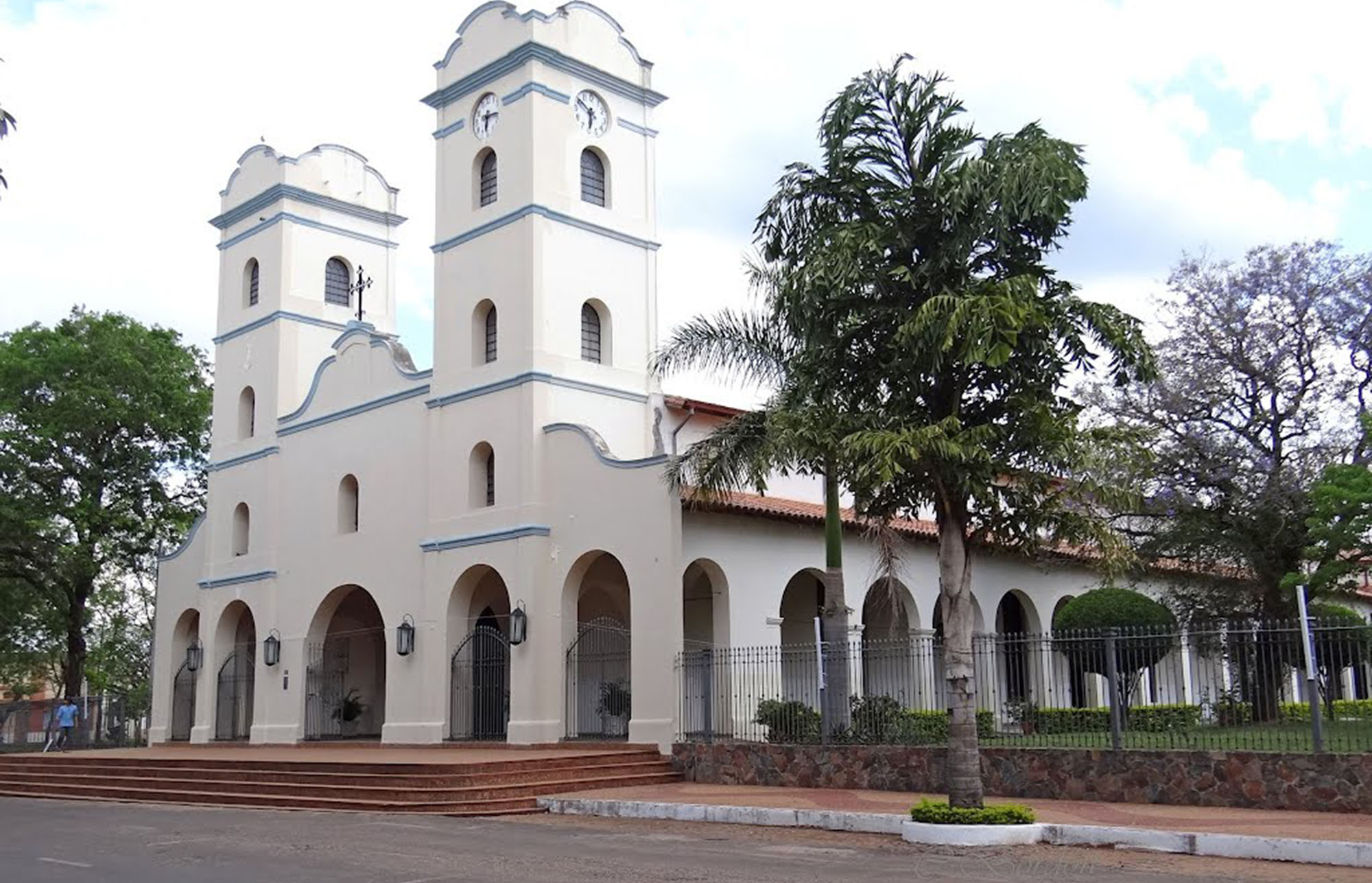
Kathedrale Carapeguá